# Dorpsweg (Rotterdam)

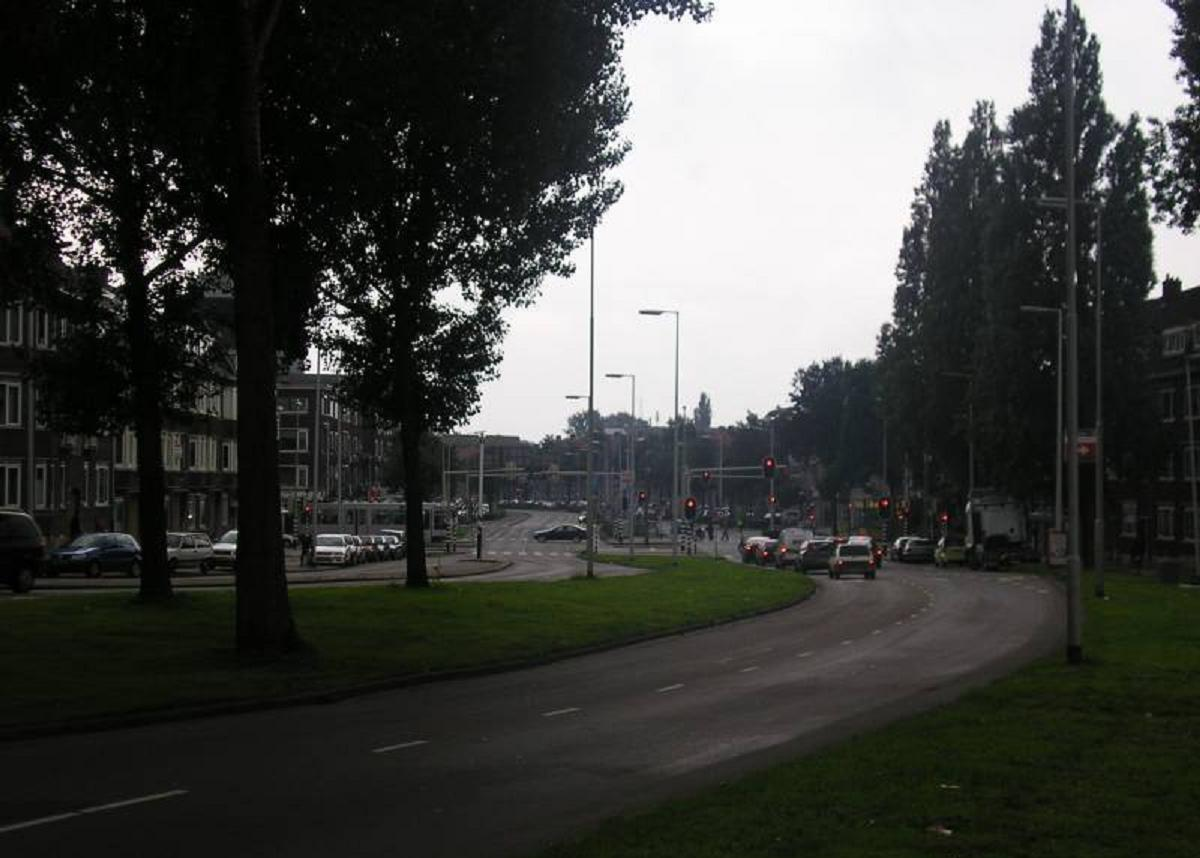
Dorpsweg vanaf het Maastunnelplein

De Dorpsweg is een drukke verbindingsweg tussen de Groene Kruisweg en de Maastunnel in de Rotterdamse wijk Charlois en loopt door de wijk Pendrecht
De Dorpsweg bestaat uit 2x2 rijstroken voor het autoverkeer en heeft aan beide zijden een ventweg voor bestemmingsverkeer en (brom)fietsers. De Dorpsweg is een oude weg en liep voorheen van de Charloisse Lagedijk naar de Katendrechtse Lagedijk. Het grootste deel had de naam Katendrechtsche Weg. Deze naam werd in 1895 gewijzigd in Dorpsweg. Het dorp dat bedoeld wordt, is Katendrecht.
De bebouwing van de Dorpsweg stamt uit de jaren dertig en veertig. Gedurende een groot deel van de Tweede Wereldoorlog stonden de niet-voltooide fundamenten van woningen langs de Dorpsweg; door het gebrek aan bouwmaterialen konden deze woningen niet voltooid worden.
 Toen de Duitsers in 1940 Nederland waren binnengevallen, moesten de militairen worden ondergebracht. Hiertoe werd voor de troepen in Rotterdam-Zuid aan de Dorpsweg een barakkenkamp opgezet. Na de oorlog viel dit kamp voor korte tijd in handen van het Britse leger en werd daarna overgedragen aan het ministerie van Oorlog voor de huisvesting van militairen. Rond 1950 werd het kamp ingericht voor de tijdelijke opvang van uit Nederlands-Indië gevluchte Nederlanders en na deze periode werd het kamp een vestiging van een garnizoenscommando. Tot 1960 werd het kamp gebruikt voor huisvesting van verschillende legereenheden en voor oefeningen van veteranen. Vanaf 1960 kreeg het kamp de bestemming voor opvang van gastarbeiders. De laatste functie van het kamp was in 1962 de opvang van vluchtelingen uit het door oorlog getroffen Nederlands-Nieuw-Guinea, waarna het werd afgebroken. Op het vrijgekomen terrein werd eind jaren '60 een squash- en tennishal gebouwd. 
Bij de aanleg van de wijk Pendrecht eind jaren veertig verdween het zuidelijke deel van de Dorpsweg. Bij de Charloisse Lagedijk bevinden zich restanten van de oude Dorpsweg, te weten de Dorpslaan en het Dorpshof. Deze zijn gescheiden door de metrobaan.

## Toekomst
Er zijn plannen om een nieuwe metrolijn aan te leggen vanaf Kralingse Zoom via het (nieuwe) Feyenoordstadion en Zuidplein via de Dorpsweg naar de Waalhaven. Zie: Zuidtangent (Rotterdam).
Afrikaanderplein ·
Atjehstraat ·
Beijerlandselaan ·
Brede Hilledijk ·
Brielselaan ·
Boulevard Zuid ·
Charloisse Lagedijk ·
Coen Moulijnweg ·
Dordtselaan ·
Dordtsestraatweg ·
Dorpsweg ·
Goereesestraat ·
Groene Hilledijk ·
Groene Kruisweg ·
Grondherendijk ·
Katendrechtse Lagedijk ·
Kerkwervesingel ·
Kromme Zandweg ·
Laan op Zuid ·
Lange Hilleweg · 
Maastunnelplein ·
Mijnsherenlaan ·
Oldegaarde ·
Oranjeboomstraat ·
Pendrechtseweg ·
Plein 1953 ·
Pleinweg ·
Pretorialaan ·
Prins Hendrikkade ·
Riederlaan · 
Rosestraat ·
2e Rosestraat .
Slinge ·
Smeetlandsedijk · 
Stadionweg ·
Stieltjesplein ·
Stieltjesstraat ·
Strevelsweg ·
Vaanweg ·
Veerlaan ·
Vondelingenweg ·
Wilhelminakade ·
Wilhelminaplein ·
Zuiderpark ·
Zuiderparkweg ·
Zuidplein